# Michael Lehnmann
Michael Lehnmann (* 20. März 1609 in Zittau; † 28. Juli 1681 in Sondershausen) war ein deutscher Jurist und Gesandter der Reichsstadt Mühlhausen bei den Verhandlungen in Osnabrück, die 1648 zum Westfälischen Frieden führten.

## Leben
Michael Lehnmann wurde als Sohn des Pfarrers und Archidiakons 
Clemens Lehnmann († 1629) und dessen Ehefrau Anna Regina Möller geboren.
Nach dem Studium der Rechtswissenschaften an der Universität Wittenberg (1628), der Universität Leipzig (1629) und der Friedrich-Schiller-Universität Jena (1630) erwarb er 1635 den Grad Doktor beider Rechte.
Im selben Jahr wurde er Rat der Freiherrn von Schenck und Amtmann in der Herrschaft Tonna. 1641 wurde er Syndikus der Stadt Mühlhausen/Thüringen und war in den Jahren von 1645 bis 1648 gemeinsam mit Georg Engelhardt Gesandter Mühlhausens bei den Verhandlungen, die zum Westfälischen Frieden führten. 1650 wechselte er als Syndikus zur Stadt Braunschweig, wo er seinen Dienst bereits 1652 quittierte und nach Mühlhausen zurückkehrte.
Von Dezember 1662 bis 1681 war Lehmann im (seit 1697) Fürstentum  Schwarzburg-Sondershausen Hofrat und Kanzler des Grafen Anton Günther von Schwarzburg-Sondershausen. Zugleich war er Konsistorialpräsident.

## Ehrungen
- 1661 Erhebung in den Reichsadelsstand[2]